# Good as I Been to You
Good as I Been to You — двадцать восьмой студийный альбом американского автора-исполнителя Боба Дилана, вышедший в ноябре 1992 года на лейбле Columbia Records.

## Об альбоме
Good as I Been to You состоит из перепевок народных песен и кавер-версий. Это — первый полностью акустический и записанный в одиночку альбом Дилана после Another Side of Bob Dylan 1964 года. Пластинка также стала первым альбомом Дилана, который не содержит оригинальных композиций.
В чартах Good as I Been to You поднялся до 51-го места в США и 18-го в Британии. Альбом произвел на критиков лучшее впечатление, чем разочаровавший их Under the Red Sky.

## Список композиций
Народные песни в аранжировке Боба Дилана кроме отмеченных.
1. «Frankie & Albert» (народная в аранжировке Mississippi John Hurt) — 3:50
2. «Jim Jones» (народная в аранжировке Мика Слокэма) — 3:52
3. «Blackjack Davey» — 5:47
4. «Canadee-i-o» — 4:20
5. «Sittin' on Top of the World» — 4:27
6. «Little Maggie» — 2:52
7. «Hard Times» (Stephen Foster, аранжировка De Dannan) — 4:31
8. «Step It Up and Go» — 2:54
9. «Tomorrow Night» (Sam Coslow & Will Grosz) — 3:42
10. «Arthur McBride» (народная в аранжировке Paul Brady) — 6:20
11. «You’re Gonna Quit Me» — 2:46
12. «Diamond Joe» — 3:14
13. «Froggie Went A-Courtin’» — 6:26

## Участники записи
- Боб Дилан — вокал, акустическая гитара, гармоника
- Micajah Ryan — микширование
- Jimmy Wachtel — фото на обложке альбома
- Stephen Marcussen — мастеринг